# Ejecție de masă coronală
O ejecție coronală de masă (prescurtat EMC, iar în engleză coronal mass ejection, CME) este o bulă de plasmă produsă în coroana unei stele (de exemplu în corona solară).

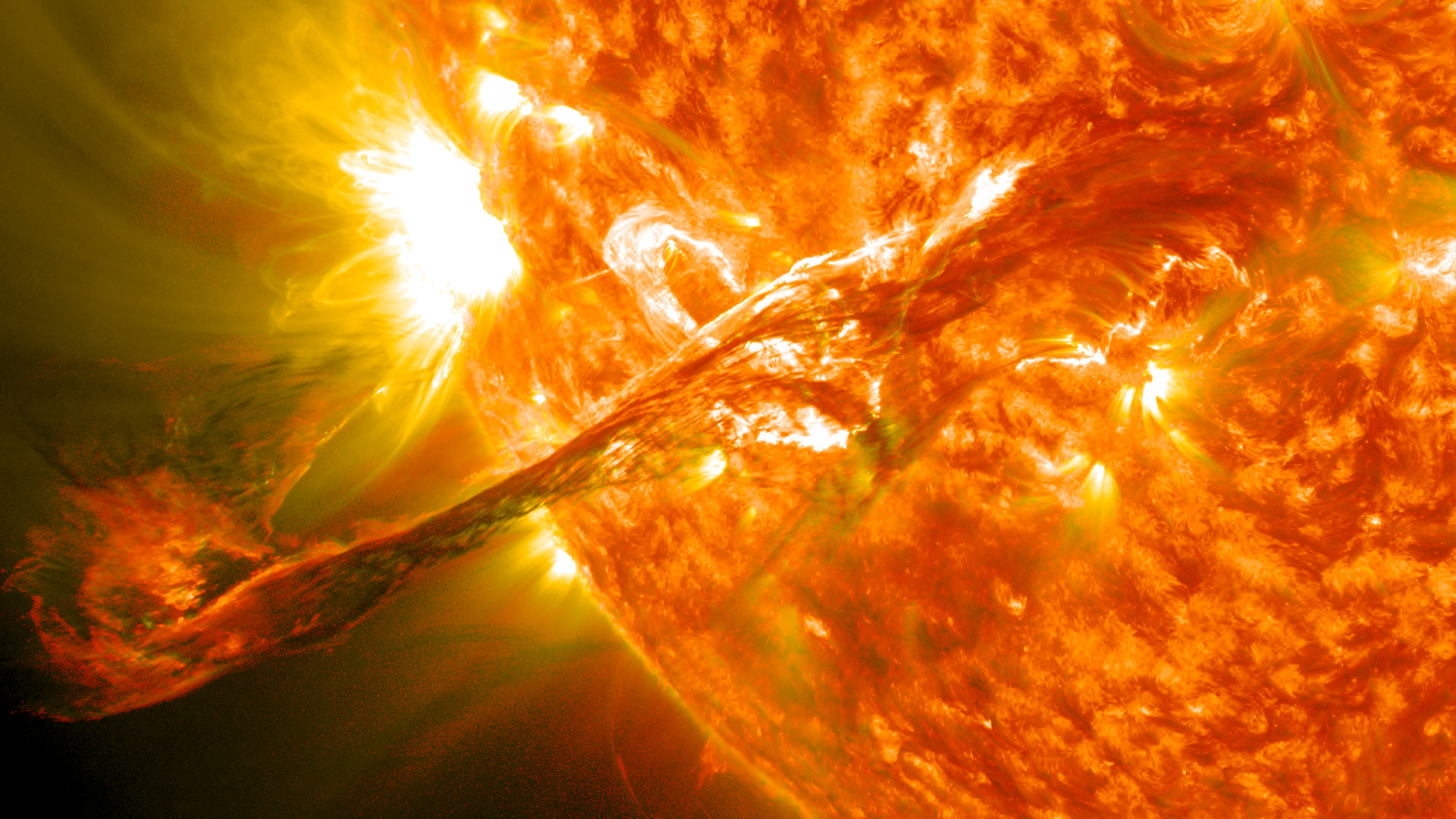
Ejecție de masă coronală produsă la 31 august 2012.

## Caracteristici
Ejecția de masă coronală este legată adesea de o erupție solară sau de apariția unei protuberențe solare, dar nu este întotdeauna așa. EMC-urile sunt fenomene la scară largă: pot avea o dimensiune de câteva zeci de raze solare. Ele modifică caracteristicile vântului solar, călătorind cu o viteză foarte mare prin mediul interplanetar (între 100 km/s și 2.500 km/s) și pot parcurge distanța dintre Soare și Pământ în doar câteva zile (de obicei, trei zile).
Câmpul magnetic al CME-urilor este foarte puternic: o CME care ajunge pe Pământ poate, prin urmare, să provoace furtuni magnetice prin interacțiunea cu câmpul magnetic al Pământului. În acest caz, se observă fenomene de reconectare magnetică, iar anumite linii de câmp se pot deschide, slăbind scutul magnetic al Pământului. Prin urmare, CME-urile joacă un rol esențial în meteorologia solară.
Pentru detectarea CME-urilor, se utilizează un coronograf pentru a determina viteza și direcția de propagare precum și extinderea CME-ului.
Frecvența emisiilor variază în funcție de ciclul solar. În medie, există o CME pe săptămână în timpul minimului solar și două-trei pe zi în timpul maximului solar. Cu toate acestea, doar o mică parte din CME-uri sunt îndreptate spre Pământ și, prin urmare, susceptibile de a provoca furtuni magnetice.
CME poate cauza, de asemenea, probleme pentru echipamentele electronice, cum ar fi telefoanele mobile, computerele, receptoarele de televiziune etc. La 23 mai 1967, o puternică erupție solară însoțită de o CME a interferat cu radarele Sistemului de Avertizare Timpurie a Rachetelor Balistice al Comandamentului nord-american de apărare aerospațială din emisfera nordică. Această interferență a fost interpretată inițial ca o bruiere intenționată a radarelor de către sovietici, o activitate considerată ca fiind un act de război. Bombardiere nucleare de contraatac au fost pe punctul de a fi lansate de Statele Unite.

## În afara Sistemului Solar
În 2019, pentru prima oară, a fost observată o ejecție de masă coronală pe o altă stea decât Soarele, în acest caz HR 9024.